# Diocesi di Formia

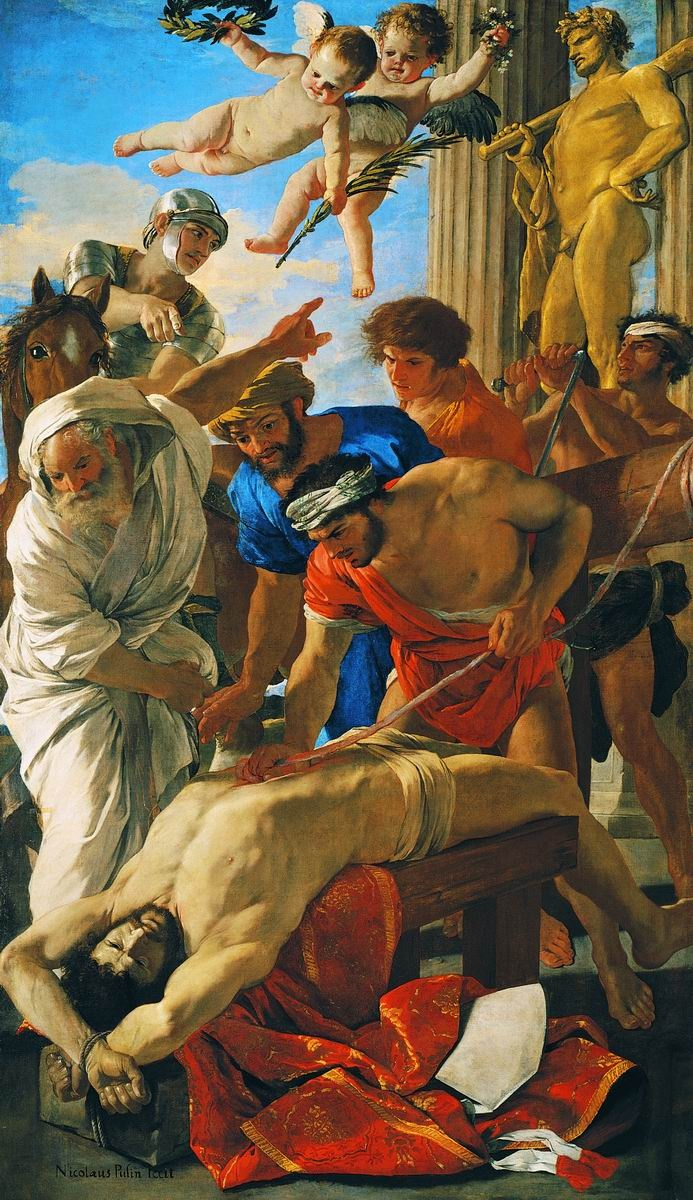
Nicolas Poussin, Il martirio di sant'Erasmo, Musei Vaticani.

La diocesi di Formia (in latino: Dioecesis Formiana) è una diocesi soppressa e sede titolare della Chiesa cattolica.

## Storia
«Prescindendo dai leggendari riferimenti all'ascendenza apostolica della chiesa locale, la menzione del martire Erasmo contenuta nel Martirologio Geronimiano lascia ritenere che la prima diffusione del cristianesimo nel territorio di Formia non possa scendere oltre gli anni della persecuzione dioclezianea». Nell'area dell'attuale chiesa di Sant'Erasmo sono state scoperte iscrizioni funerarie risalenti al IV/V secolo.
Della diocesi di Formia sono sconosciute la data di erezione, così come i suoi confini. Con molta probabilità il confine ad est era il monte di Scauri e a ovest non includeva Itri, tradizionalmente legata alla diocesi di Fondi; con il 590 la linea di confine orientale si spostava al Garigliano.
Sant'Erasmo è considerato il protovescovo o uno dei primi vescovi di Formia, come si evincerebbe dalla passio risalente al VI secolo circa, informazione confermata dalla sua biografia scritta da Giovanni di Gaeta, futuro papa Gelasio II nel XII secolo. Secondo Lanzoni, «s. Erasmo si può considerare ragionevolmente un antico vescovo di Formiae, caduto durante le persecuzioni, probabilmente nel III o nel IV secolo, trovandosi registrato nel Gerolimiano». Gregorio Magno scrive che al suo tempo il corpo del santo riposava nella chiesa di Formia, e che esistevano due monasteri dedicati ad Erasmo, uno a Napoli e l'altro a Cuma.
Nella vita di sant'Erasmo scritta da papa Gelasio II si fa riferimento a un vescovo Probo di Formia, che si occupò della sepoltura del santo. Secondo lo storico faentino, «forse nel secolo XII il nome di questo vescovo leggevasi in qualche monumento erasmiano. Ma fu egli, come si pensò dai compilatori della serie dei vescovi formiani, successore immediato di s. Erasmo, o visse qualche tempo, magari qualche secolo, dopo ?»
Il primo vescovo storicamente documentato è Martiniano, che partecipò al concilio lateranense indetto da papa Felice III nel 487, sulla disciplina da adottare nei confronti dei vescovi e del clero africani che, a causa della persecuzione di Unnerico, avevano abiurato la fede cattolica; il suo nome è associato a una decretale dello stesso papa dell'anno successivo, in cui vengono affrontati i casi dei cristiani che hanno ricevuto dagli ariani un secondo battesimo. Un vescovo Martiniano, ma senza indicazione della sede di appartenenza, prese parte al concilio celebrato da papa Gelasio I nel 495: potrebbe essere il vescovo di Formia oppure l'omonimo vescovo di Ostra, attestato nel 502.
Il vescovo Adeodato prese parte ai tre concili celebrati all'epoca di papa Simmaco nel 499, nel 501 e nel 502, per risolvere lo scisma in cui versava la Chiesa di Roma per la duplice elezione di Simmaco e di Lorenzo.
Del terzo vescovo attribuito a Formia, Andrea, esisteva un'iscrizione funeraria, oggi scomparsa, che poneva l'inizio del suo episcopato il 31 dicembre 502 e che governò la chiesa formiana per ventisette anni, dieci mesi e venti giorni, morendo a settant'anni il 19 ottobre 529. Secondo Pietri, prima di diventare vescovo di Formia, Andrea era un presbitero della Chiesa romana e potrebbe essere identificato con il presbitero del titolo di San Matteo presente al concilio del 499.
Non sono più noti vescovi di Formia fino alla fine del VI secolo. Nell'ottobre 590 papa Gregorio Magno affidò al vescovo Bacauda la diocesi di Minturno rimasta senza clero e fedeli dopo le devastanti incursioni dei Longobardi. Tra settembre 591 e agosto 592 Bacauda ricevette dal pontefice l'incarico di recarsi a Terracina, assieme ad Agnello vescovo di Fondi, per dirimere una controversia sorta fra la sinagoga e la cattedrale di quella città. In un'altra lettera del 594 indirizzata a Massimiano di Siracusa, il pontefice, su richiesta del vescovo Bacauda, intima al presule siciliano di far rientrare nella loro sede quei preti e diaconi formiani che si erano rifugiati nell'isola. Bacauda morì prima di aprile 597, perché in quel mese Gregorio Magno, informato della morte del vescovo, nominò Agnello di Terracina visitatore della Chiesa di Formia con l'incarico di vigilare sulla nomina del nuovo vescovo.
Il successore di Bacauda fu certamente Alvino, destinatario nel'ottobre 598 di una lettera di papa Gregorio che gli chiese, così come a molti altri vescovi, la cessione di reliquie per una nuova fondazione ecclesiastica.
Del VII secolo sono noti due vescovi formiani. Il primo, Bonito, prese parte al concilio lateranense indetto da papa Martino I nel 649 per condannare l'eresia monotelita. Per lo stesso motivo papa Agatone convocò un concilio romano nel marzo 680, al quale partecipò Adeodato II.
Durante l'VIII secolo il castrum di Gaeta acquistò sempre più importanza nell'ambito dei possedimenti bizantini in Italia; già sul finire del secolo, la città poté conquistare un certo grado di autonomia stringendo alleanze con i papi di Roma.
In questo contesto politico i vescovi di Formia si stabilirono, all'inizio forse solo momentaneamente, a Gaeta. Il primo di questi è Campolo, menzionato in una lettera di papa Adriano II del 788 come episcopus civitatis Caietanae. Nei vescovi successivi tuttavia il titolo episcopale non è uniforme: infatti Giovanni I (ca. 830) è noto come episcopus Formianus, il successore Leone I  (840) come episcopus Minturnensis ac Formiensis, mentre Costantino (846-855) è indicato come episcopus ecclesiae Formianae et Castri Cajetani. L'ultimo vescovo che mantenne il solo titolo formiano è stato Leone II, che prese parte ad un concilio romano nell'861. «Dopo l'866 il Castrum Caietae, ormai sede stabile del vescovo, passò al rango di civitas, mentre dall'867 Formiae scomparve definitivamente dal titolo episcopale».
Dal 1968 Formia è annoverata tra le sedi vescovili titolari della Chiesa cattolica; dal 24 luglio 1999 l'arcivescovo, titolo personale, titolare è Orlando Antonini, già nunzio apostolico in Serbia.

## Cronotassi dei vescovi
- Sant'Erasmo † (III-IV secolo)
- Probo † (inizio IV secolo)
- Martiniano † (menzionato nel 487)
- Adeodato I † (prima del 499 - ottobre 502)
- Andrea † (31 dicembre 502 - 19 ottobre 529 deceduto)
- Bacauda † (prima del 590 - prima di aprile 597 deceduto)
- Albino † (dopo aprile 597 - dopo il 598)
- Bonito † (menzionato nel 649)
- Adeodato II † (menzionato nel 680)
- Campolo † (menzionato nel 788)[12]
- Giovanni † (menzionato nell'830 circa)[12]
- Leone I † (menzionato nell'840 circa)[13]
- Costantino † (prima dell'846 - dopo l'855)
- Leone II † (menzionato nell'861)

## Cronotassi dei vescovi titolari
- Carlo Allorio † (2 luglio 1968 - 9 dicembre 1969 deceduto)
- Mario Tagliaferri † (5 marzo 1970 - 21 maggio 1999 deceduto)
- Orlando Antonini, dal 24 luglio 1999